# Раамат, Рейн Аугустович
Рейн А́угустович Ра́амат (эст. Rein Raamat; род. 20 марта 1931, Тюри, Ярвамаа) — советский и эстонский художник кино, режиссёр мультипликационных фильмов. Стал зачинателем рисованного кино на студии «Таллинфильм». Заслуженный артист Эстонской ССР (1979).

## Биография
Родился 20 марта 1931 года в Тюри.
В 1957 году окончил Эстонский государственный институт искусств по специальности «художник-портретист». В 1958 году участвовал в создании первого эстонского кукольного мультфильма «Сон маленького Пеэтера» в качестве художника-постановщика. Позже был художником 11 художественных фильмов, наиболее популярные из которых — «Молочник из Мяэкюла» (1965) и «Последняя реликвия» (1969).
В 1971 году на киностудии «Таллинфильм» основал цех рисованных фильмов и был его руководителем до 1989 года.

## Фильмография
- Встречи
- 1972 — Надоедливый музыкант и другие шутки-малютки
- 1972 — Тень и дорога
- 1972 — Колодец
- 1973 — Полёт
- 1974 — Жар-птица
- 1974 — Простаки
- 1975 — Сорванец
- 1976 — Стрелок
- 1976 — Выстрел
- 1977 — Антенны среди льдов
- 1978 — Поле
- 1979 — Жирна ли добыча?
- 1980 — Большой Тылл
- 1983 — Ад
- 1985 — Нищий
- 1988 — Город
- 1988 — Правда
- 1992 — Опасные рейсы
- 1993 — Кто стучится в дверь ко мне?

## Награды
- 1973 «Полёт» — МКФ в Загребе (приз «Лучший короткометражный фильм»).
- 1976 «Стрелок» — X Всесоюзный кинофестиваль (Рига, 1977): 1-я премия «За лучший мультфильм»)[4]
- 1979 Заслуженный артист Эстонской ССР
- 2001 Орден Белой звезды IV степени
- 2011 Национальная премия Эстонии в области культуры